# Квасніцький Микола Васильович
Микола Васильович Квасніцький (нар. 4 лютого 1954, с. Медведівка) — український вчений у галузі медицини, лікар-нейрохірург вищої кваліфікації. Заслужений лікар України (2005). Доктор медичних наук (2004), професор (2007).

## Життєпис
Микола Васильович Квасніцький народився 4 лютого 1954 року в селі Медведівці Волочиський району Хмельницька область, Україна.
Закінчив Тернопільський медичний інститут (1977, нині державний медичний університет). 1981—1986 — лікар-нейрохірургії міської лікарні № 1 у м. Волочинськ.
У м. Тернопіль: борт-нейрохірург відділу екстреної і планової консультаційної допомоги обласної клінічної лікарні (1986—1989), лікар-ординатор (1990—1997), завідувач нейрохірургічного відділення міської лікарні швидкої допомоги, головний нейрохірург управління охорони здоров'я Тернопільської ОДА (1997—2007), упровадив нові для регіону типи оперативних втручань на головному мозку та хребті, співпраці із американської школи нейрохірургії.
У Тернопільському державному медичному університеті: викладач (1999), доцент (2003), завідувач курсу нейрохірургії (2005). 2005 — організатор першого симпозіуму нейрохірургів України «Актуальні питання невідкладної нейрохірургії» (м. Тернопіль).
Від 2008 — в м. Києві: консультант міської клінічної лікарні № 9, водночас — викладач Національного медичного університету ім. О. Богомольця.

## Доробок
Автор і співавтор більше 100 наукових праць, 3-х монографій, курсу лекцій із нейрохірургії для студентів, методичних рекомендацій, статей, має патент на винахід.

### Праці
- Наслідки легкої черепно-мозкової травми, перенесеної в підлітковому і юнацькому віці // УВП. 1996. Т. 4, вип. 3(10)
- Нейрофіброматоз. Т., 2005 (співавтор)
- Основи нейротравми. К., 2007 (співавт.)
- Лекції з нейрохірургії. Т., 2008 (співавт.).